# Natação nos Jogos Olímpicos de Verão de 2016 - 100 m livre masculino
A competição dos 100 metros livre masculino da natação nos Jogos Olímpicos de Verão de 2016 foi disputada nos dias 9 de agosto e 10 de agosto no Estádio Aquático Olímpico.

## Medalhistas
| Ouro   | AUS Kyle Chalmers  |
| Prata  | BEL Pieter Timmers |
| Bronze | USA Nathan Adrian  |

## Recordes
Antes desta competição, os recordes mundiais e olímpicos da prova eram os seguintes:
| Tipo | Atleta         | Tempo | Local  | Data                 |
| ---- | -------------- | ----- | ------ | -------------------- |
|      | César Cielo    | 46.91 | Roma   | 30 de julho de 2009  |
|      | Eamon Sullivan | 47.05 | Pequim | 13 de agosto de 2008 |

## Resultados

### Eliminatórias
| Pos. | Elim. | Raia | Nadador               | CON                               | Tempo   | Notas            |
| ---- | ----- | ---- | --------------------- | --------------------------------- | ------- | ---------------- |
| 1    | 7     | 3    | Kyle Chalmers         | AUS Austrália                     | 47.90   | Q, WJR           |
| 2    | 7     | 2    | Caeleb Dressel        | USA Estados Unidos                | 47.91   | Q                |
| 3    | 5     | 6    | Duncan Scott          | GBR Grã-Bretanha                  | 48.01   | Q,               |
| 4    | 8     | 4    | Cameron McEvoy        | AUS Austrália                     | 48.12   | Q                |
| 5    | 6     | 5    | Santo Condorelli      | CAN Canadá                        | 48.22   | Q                |
| 6    | 6     | 8    | Joseph Schooling      | SIN Singapura                     | 48.27   | Q,               |
| 7    | 8     | 8    | Damian Wierling       | GER Alemanha                      | 48.35   | Q                |
| 8    | 6     | 3    | Vladimir Morozov      | RUS Rússia                        | 48.39   | Q                |
| 9    | 8     | 2    | Pieter Timmers        | BEL Bélgica                       | 48.46   | Q                |
| 10   | 8     | 5    | Luca Dotto            | ITA Itália                        | 48.47   | Q                |
| 11   | 7     | 8    | Yuri Kisil            | CAN Canadá                        | 48.49   | Q                |
| 12   | 6     | 2    | Sebastiaan Verschuren | NED Países Baixos                 | 48.51   | Q                |
| 13   | 6     | 6    | Marcelo Chierighini   | BRA Brasil                        | 48.53   | Q                |
| 14   | 6     | 4    | Ning Zetao            | CHN China                         | 48.57   | Q                |
| 14   | 8     | 3    | Clément Mignon        | FRA França                        | 48.57   | Q                |
| 16   | 7     | 4    | Nathan Adrian         | USA Estados Unidos                | 48.58   | Q                |
| 17   | 6     | 1    | Katsumi Nakamura      | JPN Japão                         | 48.61   |                  |
| 18   | 7     | 5    | Jérémy Stravius       | FRA França                        | 48.62   |                  |
| 19   | 5     | 5    | Glenn Surgeloose      | BEL Bélgica                       | 48.65   |                  |
| 20   | 5     | 1    | Kristian Gkolomeev    | GRE Grécia                        | 48.68   |                  |
| 21   | 7     | 6    | Andrey Grechin        | RUS Rússia                        | 48.75   |                  |
| 22   | 8     | 6    | Federico Grabich      | ARG Argentina                     | 48.78   |                  |
| 23   | 4     | 2    | Dylan Carter          | TTO Trinidad e Tobago             | 48.80   | Recorde nacional |
| 24   | 4     | 6    | Richárd Bohus         | HUN Hungria                       | 48.86   |                  |
| 25   | 6     | 7    | Yu Hexin              | CHN China                         | 48.87   |                  |
| 26   | 4     | 4    | Dominik Kozma         | HUN Hungria                       | 48.92   |                  |
| 27   | 7     | 7    | Shinri Shioura        | JPN Japão                         | 48.94   |                  |
| 28   | 8     | 7    | Nicolas Oliveira      | BRA Brasil                        | 49.05   |                  |
| 29   | 7     | 1    | Benjamin Proud        | GBR Grã-Bretanha                  | 49.14   |                  |
| 30   | 5     | 4    | Simonas Bilis         | LTU Lituânia                      | 49.16   |                  |
| 31   | 3     | 4    | Oussama Sahnoune      | ALG Argélia                       | 49.20   |                  |
| 32   | 4     | 3    | Park Tae-hwan         | KOR Coreia do Sul                 | 49.24   |                  |
| 32   | 8     | 1    | Velimir Stjepanović   | SRB Sérvia                        | 49.24   |                  |
| 34   | 4     | 1    | Cristian Quintero     | VEN Venezuela                     | 49.25   |                  |
| 35   | 4     | 5    | Yauhen Tsurkin        | BLR Bielorrússia                  | 49.37   |                  |
| 36   | 5     | 8    | Anže Tavčar           | SLO Eslovênia                     | 49.38   |                  |
| 37   | 5     | 7    | Filippo Magnini       | ITA Itália                        | 49.40   |                  |
| 38   | 5     | 2    | Marius Radu           | ROU Romênia                       | 49.57   |                  |
| 39   | 5     | 3    | Björn Hornikel        | GER Alemanha                      | 49.62   |                  |
| 40   | 3     | 2    | Shane Ryan            | IRL Irlanda                       | 49.82   |                  |
| 41   | 3     | 3    | Aleksandar Nikolov    | BUL Bulgária                      | 50.08   |                  |
| 42   | 4     | 7    | Ari-Pekka Liukkonen   | FIN Finlândia                     | 50.14   |                  |
| 42   | 4     | 8    | Matthew Stanley       | NZL Nova Zelândia                 | 50.14   |                  |
| 44   | 3     | 5    | Benjamin Hockin       | PAR Paraguai                      | 50.26   |                  |
| 45   | 2     | 6    | Igor Mogne            | MOZ Moçambique                    | 50.65   | Recorde nacional |
| 45   | 3     | 6    | Ziv Kalontarov        | ISR Israel                        | 50.65   |                  |
| 47   | 3     | 8    | Raphaël Stacchiotti   | LUX Luxemburgo                    | 50.79   |                  |
| 48   | 2     | 5    | Sean Gunn             | ZIM Zimbabwe                      | 50.87   |                  |
| 49   | 3     | 7    | Bradley Vincent       | MRI Maurício                      | 50.89   |                  |
| 50   | 2     | 4    | Matthew Abeysinghe    | SRI Sri Lanka                     | 50.96   |                  |
| 51   | 2     | 3    | Andrew Chetcuti       | MLT Malta                         | 51.37   |                  |
| 52   | 1     | 4    | Jhonny Pérez          | DOM República Dominicana          | 51.50   |                  |
| 53   | 3     | 1    | Nicholas Magana       | PER Peru                          | 51.53   |                  |
| 54   | 1     | 3    | Thibaut Amani Danho   | CIV Costa do Marfim               | 52.78   |                  |
| 55   | 2     | 2    | Miguel Mena           | NCA Nicarágua                     | 53.40   |                  |
| 56   | 2     | 1    | Rami Anis             | ROT Equipe Olímpica de Refugiados | 54.35   |                  |
| 57   | 2     | 7    | Pou Sovijja           | CAM Camboja                       | 54.55   |                  |
| 58   | 2     | 8    | Sirish Gurung         | NEP Nepal                         | 57.76   | Recorde nacional |
| 59   | 1     | 5    | Robel Kiros Habte     | ETH Etiópia                       | 1:04.95 |                  |

### Semifinais

#### Semifinal 1
| Pos. | Raia | Nadador               | CON                | Tempo | Notas |
| ---- | ---- | --------------------- | ------------------ | ----- | ----- |
| 1    | 8    | Nathan Adrian         | USA Estados Unidos | 47.83 | Q     |
| 2    | 5    | Cameron McEvoy        | AUS Austrália      | 47.93 | Q     |
| 3    | 4    | Caeleb Dressel        | USA Estados Unidos | 47.97 | Q     |
| 4    | 6    | Vladimir Morozov      | RUS Rússia         | 48.26 |       |
| 5    | 7    | Sebastiaan Verschuren | NED Países Baixos  | 48.28 |       |
| 6    | 1    | Ning Zetao            | CHN China          | 48.37 |       |
| 7    | 2    | Luca Dotto            | ITA Itália         | 48.49 |       |
| 8    | 3    | Joseph Schooling      | SIN Singapura      | 48.70 |       |

#### Semifinal 2
| Pos. | Raia | Nadador             | CON              | Tempo | Notas  |
| ---- | ---- | ------------------- | ---------------- | ----- | ------ |
| 1    | 4    | Kyle Chalmers       | AUS Austrália    | 47.88 | Q, WJR |
| 2    | 3    | Santo Condorelli    | CAN Canadá       | 47.93 | Q      |
| 3    | 2    | Pieter Timmers      | BEL Bélgica      | 48.14 | Q,     |
| 4    | 5    | Duncan Scott        | GBR Grã-Bretanha | 48.20 | Q      |
| 5    | 1    | Marcelo Chierighini | BRA Brasil       | 48.23 | Q      |
| 6    | 7    | Yuri Kisil          | CAN Canadá       | 48.28 |        |
| 7    | 8    | Clément Mignon      | FRA França       | 48.57 |        |
| 8    | 6    | Damian Wierling     | GER Alemanha     | 48.66 |        |

### Final
| Pos.              | Raia | Nadador             | CON                | Tempo | Notas            |
| ----------------- | ---- | ------------------- | ------------------ | ----- | ---------------- |
| Medalha de ouro   | 5    | Kyle Chalmers       | AUS Austrália      | 47.52 | WJR              |
| Medalha de prata  | 7    | Pieter Timmers      | BEL Bélgica        | 47.80 |                  |
| Medalha de bronze | 4    | Nathan Adrian       | USA Estados Unidos | 47.80 | Recorde nacional |
| 4                 | 6    | Santo Condorelli    | CAN Canadá         | 47.88 |                  |
| 5                 | 1    | Duncan Scott        | GBR Grã-Bretanha   | 48.01 | Recorde nacional |
| 6                 | 2    | Caeleb Dressel      | USA Estados Unidos | 48.02 |                  |
| 7                 | 3    | Cameron McEvoy      | AUS Austrália      | 48.12 |                  |
| 8                 | 8    | Marcelo Chierighini | BRA Brasil         | 48.41 |                  |

Legenda
| Recorde mundial      | Recorde mundial (World record)               |                       | Recorde africano                      | Recorde africano (African) |                                           | Q | Classificado por posição (Qualified) |
| Recorde olímpico     | Recorde olímpico (Olympic record)            | Recorde da América    | Recorde da América (Americas)         | q                          | Classificado por melhor tempo (Qualified) |   |                                      |
| Melhor marca do ano  | Melhor marca do ano (World leading)          | Recorde asiático      | Recorde asiático (Asian)              | DNS                        | Não largou (Did not start)                |   |                                      |
| Recorde nacional     | Recorde nacional (National record)           | Recorde europeu       | Recorde europeu (European)            | DNF                        | Não terminou (Did not finish)             |   |                                      |
| Recorde pessoal      | Recorde pessoal do atleta (Personal best)    | Recorde da Oceania    | Recorde da Oceania (Oceania)          | DSQ / DQ                   | Desclassificado (Disqualified)            |   |                                      |
| Recorde da temporada | Recorde da temporada do atleta (Season best) | Recorde sul-americano | Recorde sul-americano (South America) | NM                         | Sem marca (No mark)                       |   |                                      |